# Liste der Dajō Daijin
Liste der japanischen Dajō Daijin („Großkanzler“ im Ritsuryō-Verwaltungssystem).
Oft wird das Amt auch als Daijō Daijin bezeichnet. Es war oft unbesetzt, wenn keine Persönlichkeit, die „würdig“ genug war, bei Hofe diente. Seit der Heian-Zeit stammten praktisch alle Amtsinhaber aus der Familie der Fujiwara bzw. deren go-sekke-Zweigen. Die Titelträger erhielten den wirklichen zweiten oberen Hofrang, meist jedoch den ersten folgenden Rang:

## Nara-Zeit (701-794)
- 703-705 Osakabe-shinnō (刑部親王) (?-705) – Chi-Daijō-kanji (知太政官事)
- 705-715 Hozumi-shinnō (穂積親王) (?-715) – Chi-Daijō-kanji (知太政官事)
- 720-735 Toneri-shinnō (舎人親王) (676-735) – Chi-Daijō-kanji (知太政官事)
- 737-745 Suzuka-shinnō (鈴鹿王) (?-745) – Chi-Daijō-kanji (知太政官事)
- 760-764 Emi no Oshikatsu (恵美押勝) (= Fujiwara no Nakamaro) (藤原仲麻呂) (706-764) * 765-766 Dōkyō (道鏡) (700?-772)

## Heian-Zeit (794-1185)
- 857-872 Fujiwara no Yoshifusa (藤原良房) (804-872) (Chūjin-kō, 忠仁公)
- 880-891 Fujiwara no Mototsune (藤原基経) (836-891) (Shōsen-kō, 昭宣公)
- 936-949 Fujiwara no Tadahira (藤原忠平) (880-949) (Teishin-kō, 貞信公)
- 967-970 Fujiwara no Saneyori (藤原実頼) (900-970) (Seishin-kō, 清慎公)
- 971-972 Fujiwara no Koretada (藤原伊尹) (924-972) (Kentoku-kō, 謙徳公)
- 974-977 Fujiwara no Kanemichi (藤原兼通) (925-977) (Chūgi-kō, 忠義公)
- 978-989 Fujiwara no Yoritada (藤原頼忠) (924-989) (Rengi-kō, 廉義公)
- 990 Fujiwara no Kaneie (藤原兼家) (929-990)
- 991-992 Fujiwara no Tamemitsu (藤原為光) (942-992) (Kōtoku-kō, 恒徳公)
- 1017–1018 Fujiwara no Michinaga (藤原道長) (966-1028)
- 1021–1029 Fujiwara no Kinsue (藤原公季) (957-1029) (Jingi-kō, 仁義公)
- 1061–1062 Fujiwara no Yorimichi (藤原頼通) (992-1074)
- 1070–1071 Fujiwara no Norimichi (藤原教通) (996-1075)
- 1080–1089 Fujiwara no Nobunaga (藤原信長) (1022–1094)
- 1112–1113 Fujiwara no Tadazane (藤原忠実) (1079–1162)
- 1122–1124 Minamoto no Masazane (源雅実) (1059–1127)
- 1129 Fujiwara no Tadamichi (藤原忠通) (1097–1164)
- 1149–1150 Fujiwara no Tadamichi (藤原忠通) (1097–1164)
- 1150–1157 Fujiwara no Saneyuki (藤原実行; = Sanjō Saneyuki; 1080–1162)
- 1157–1160 Fujiwara no Munesuke (藤原宗輔) (1077–1162) (2. Sohn des Fujiwara no Munetoshi)
- 1160–1165 Fujiwara no Koremichi (藤原伊通) (1093–1165) (2. Sohn des Fujiwara no Munemichi)
- 1167 Taira no Kiyomori (平清盛) (1118–1181)
- 1168–1170 Kazan’in Tadamasa (花山院忠雅) (1124–1193)
- 1170–1171 Matsudono Motofusa (松殿基房) (1145–1231)
- 1177–1179 Fujiwara no Moronaga (藤原師長) (1138–1192) (2. Sohn des Fujiwara no Yorinaga)

## Kamakura-Shogunat (1185–1333)
- 1189–1190 Kujō Kanezane (九條兼実) (1149–1207)
- 1191–1196 Fujiwara no Kanefusa (藤原兼房) (1153–1217)
- 1199–1204 Ōimikado Yorizane (大炊御門頼実) (1155–1225)
- 1205–1206 Kujō Yoshitsune (九條良経) (1169–1206)
- 1218–1221 Sanjō Kinfusa (三條公房) (1179–1249)
- 1221 Kujō Michiie (九條道家) (1193–1252)
- 1221 Sanjō Kinfusa
- 1221 Konoe Iezane (近衛家実) (1179–1243)
- 1222–1223 Saionji Kintsune (西園寺公経) (1171–1244)
- 1238–1239 Kujō Yoshihira (九條良平) (1184–1240)
- 1241–1242 Konoe Kanetsune (近衛兼経) (1210–1259)
- 1246–1247 Saionji Saneuji (西園寺実氏) (1194–1269)
- 1247–1248 Koga Michimitsu (久我通光) (1187–1248; = Minamoto no Michimitsu; 3. Sohn des Minamoto no Michichika)
- 1252–1253 Takatsukasa Kanehira (鷹司兼平) (1228–1294; 4. Sohn des Konoe Iezane 近衛家実)
- 1253–1254 Tokudaiji Sanemoto (徳大寺実基) (1201–1273)
- 1262 Saionji Kinsuke (西園寺公相) (1223–1267)
- 1275–1276 Kazan’in Michimasa (花山院通雅) (1233–1276)
- 1277 Fujiwara no Kanehira
- 1285–1287 Takatsukasa Mototada (鷹司基忠) (1247–1313)
- 1289–1290 Horikawa Mototomo (堀川基具; 1230–1297, = Minamoto no Mototomo)
- 1292–1293 Saionji Sanekane (西園寺実兼) (1249–1322)
- 1299 Tōin Kinmori (洞院公守) (1249–1317)
- 1299–1300 Nijō Kanemoto (二條兼基) (1268–1334)
- 1301–1302 Tsuchimikado Sadazane (土御門定実; 1240–1306; = Minamoto no Sadazane)
- 1302–1304 Tokudaiji Kintaka (徳大寺公孝) (1253–1305)
- 1307–1309 Ichijō Saneie (一條実家) (1250–1314)
- 1309–1311 Ōimikado Nobutsugu (大炊御門信嗣) (1236–1311)
- 1311 Takatsukasa Fuyuhira (鷹司冬平) (1275–1327)
- 1318–1319 Sanjō Saneshige (三條実重) (1259–1329)
- 1319–1323 Koga Michio (久我通雄; 1257–1329; = Minamoto no Michio)
- 1323–1327 Takatsukasa Fuyuhira
- 1332–1333 Imadegawa Kanesue (今出川兼季) (1281–1339) (4. Sohn des Fujiwara no Sanekane)

## 1333–1392
- 1341–1342 Koga Nagamichi (久我長通) (1280–1353)
- 1348–1350 Tōin Kinkata (洞院公賢) (1291–1360)
- 1366–1368 Koga Michisuke (久我通相) (1326–1371)
- 1381–1387 Nijō Yoshimoto (二條良基) (1320–1388)

## Ashikaga-Shogunat bis Toyotomi-Regierung (1392–1603)
- 1394 Tokudaiji Sanetoki (徳大寺実時) (1338–1404)
- 1395 Ashikaga Yoshimitsu (足利義満) (1358–1408)
- 1395–1396 Koga Tomomichi (久我具通) (1342–1397)
- 1402–1407 Sanjō Sanefuyu (三條実冬) (1354–1411)
- 1420 Tokudaiji Kintoshi (徳大寺公俊) (1371–1428)
- 1432–1433 Nijō Mochimoto (二條持基) (1390–1445)
- 1446–1450 Ichijō Kanera (一條兼良) (1402–1480)
- 1452–1453 Koga Kiyomichi (久我清通) (1393–1453)
- 1455–1457 Saionji Kinna (西園寺公名) (1410–1468)
- 1458–1460 Nijō Mochimichi (二條持通) (1416–1493)
- 1462–1463 Konoe Fusatsugu (近衛房嗣) (1402–1488)
- 1481–1482 Koga Michihiro (久我通博) (1426–1482)
- 1485 Takatsukasa Masahira (鷹司政平) (1445–1517)
- 1488–1490 Konoe Masaie (近衛政家) (1444–1505)
- 1493–1497 Ichijō Fuyuyoshi (藤原冬良) (1464–1514)
- 1510–1511 Tokudaiji Saneatsu (徳大寺実淳) (1445–1533)
- 1514–1517 Konoe Hisamichi (近衛尚通) (1472–1544)
- 1518–1521 Kazan’in Masanaga (花山院政長) (1451–1525)
- 1535–1536 Sanjō Saneka (三條実香) (1469–1558)
- 1538–1542 Konoe Taneie (近衛稙家) (1503–1566)
- 1582 Konoe Sakihisa (近衛前久) (1536–1612)
- 1587–1598 Toyotomi Hideyoshi (豊臣秀吉) (1537–1598)

## Tokugawa-Shogunat (1603–1868)
- 1616 Tokugawa Ieyasu (徳川家康) (1543–1616)
- 1709–1710 Konoe Motohiro (近衛基熙) (1648–1722)
- 1711 Konoe Iehiro (近衛家熙) (1667–1736)
- 1733–1734 Konoe Iehisa (藤原家久) (1687–1737)
- 1746–1751 Ichijō Kaneka (一條兼香) (1693–1751)
- 1768–1770, 1771–1778 Konoe Uchisaki (近衛内前) (1728–1785)
- 1781 Kujō Naozane (九條尚実) (1717–1787)
- 1842–1848 Takatsukasa Masamichi (鷹司政通) (1789–1868)

## Meiji-Zeit
- 1871–1885 Sanjō Sanetomi (三條実美) (1837–1891)